# Porsche Carrera

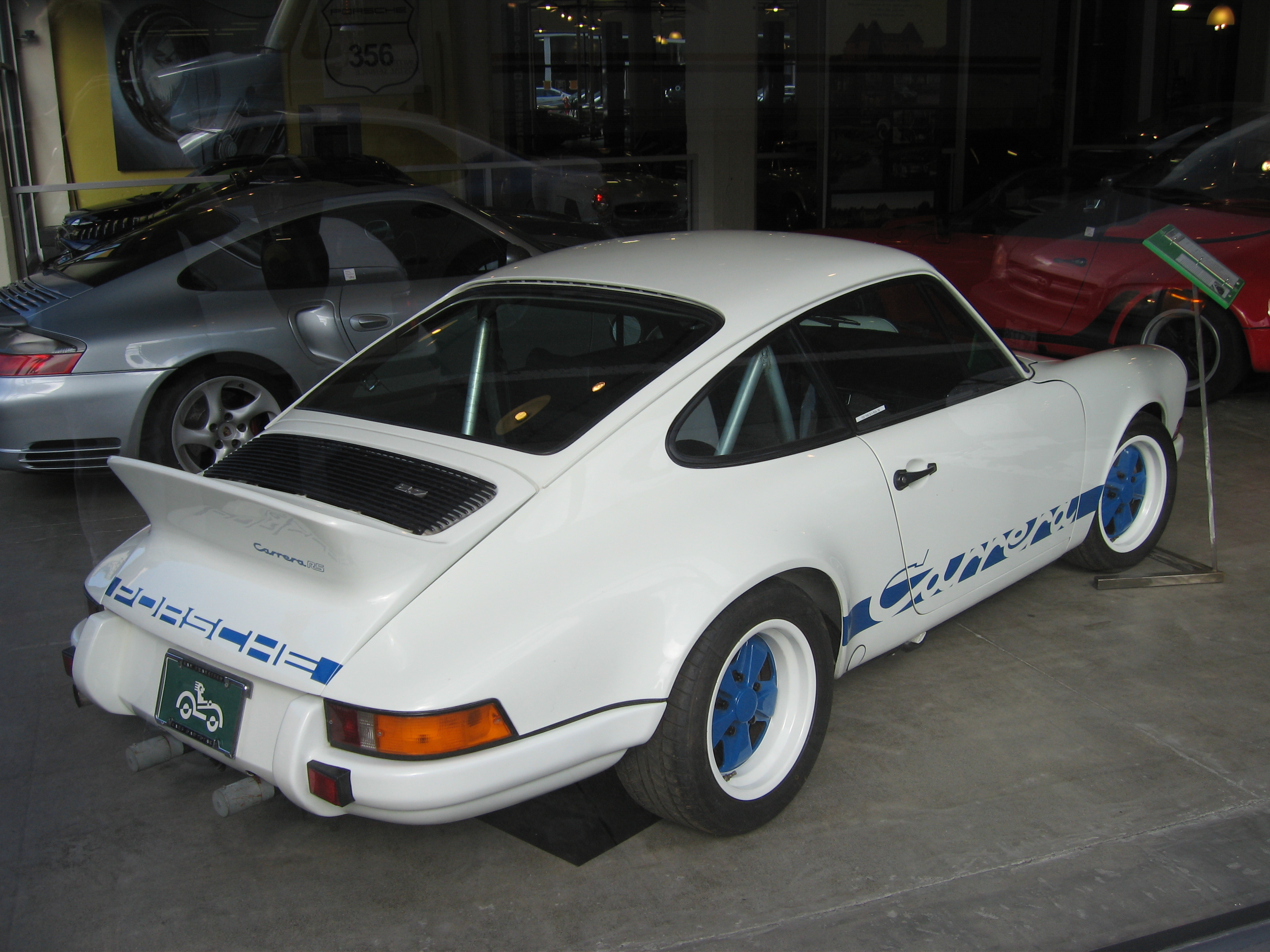
Porsche Carrera RS 2.7 uit 1972

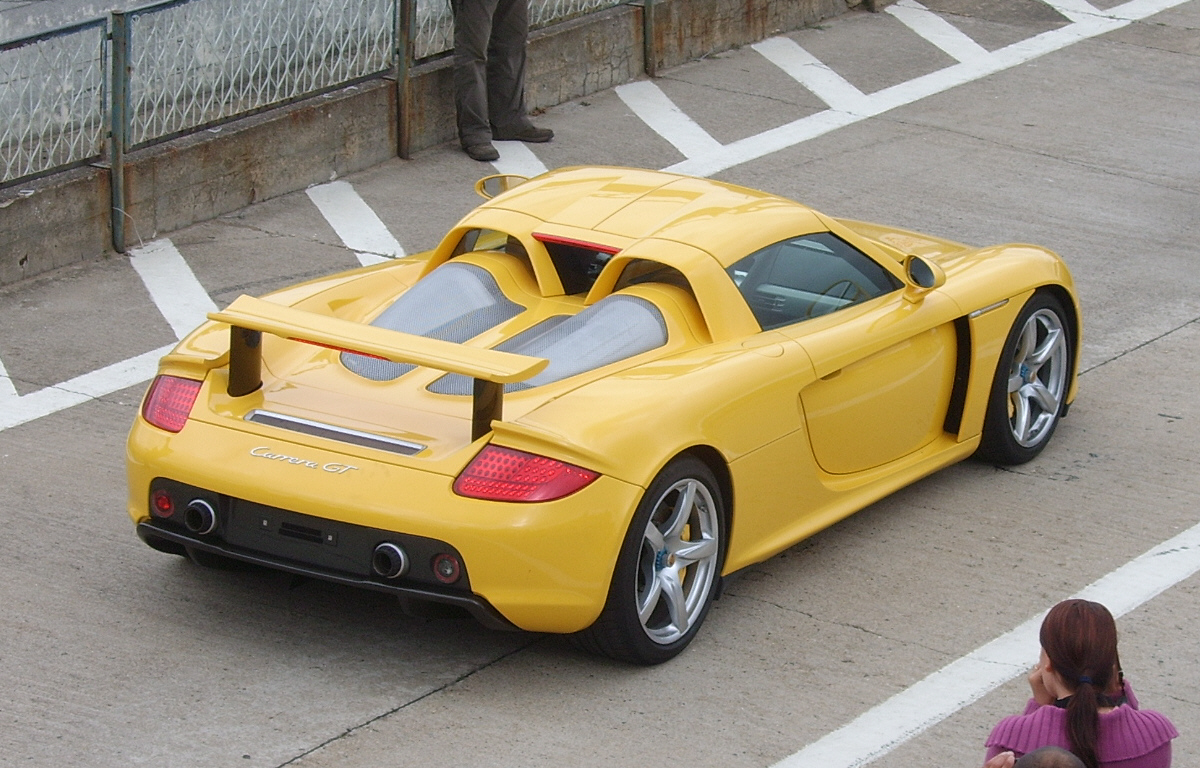
Porsche Carrera GT

Met de naam Porsche Carrera worden een aantal zeer sterk gemotoriseerde sportwagens aangeduid van de Duitse autofabrikant Porsche. Het woord „Carrera“ komt uit het Spaans en betekent „racen“, maar ook „carrière“. Bij Porsche heeft dit woord echter betrekking op een Mexicaanse race op de openbare weg die in de jaren '50 voor het eerst werd georganiseerd: Carrera Panamericana. In 1954 behaalde Hans Herrmann met een Porsche 550 Spyder een sensationele derde plaats in het algemene klassement bij deze race, waarbij hij, met een cilinderinhoud van slechts 1,5 liter, twee duidelijk veel sterkere Ferrari's met een 4,5 litermotor zeer dicht op de hielen wist te blijven zitten. Porsche behaalde daardoor moeiteloos de klassenzege. Sindsdien wordt de toevoeging 'Carrera' gebruikt voor bijzonder sterke modellen van Porsche.
De volgende voertuigen hebben de toevoeging 'Carrera' gehad:
- Porsche 356, waarvan de snelste modellen de toevoeging Carrera kregen
- Porsche 904 Carrera GTS (1964)
- Porsche 906 Carrera 6 (1966)
- Porsche 910, ook Carrera 10 genoemd (1967)
- Porsche 911, waarvan de 'oer-versie' 911 RS 2.7 (1963–1989) ook wel als 'de Carrera' wordt beschouwd.
  - Porsche 930 (1975–1989)
  - Porsche 964 (1989–1993)
  - Porsche 993 (1993–1998)
  - Porsche 996 (1998–2004)
  - Porsche 997 (2004–2012)
  - Porsche 991 (2012–)
  - Porsche 992 (2019–)
- Porsche 924 Carrera GT/GTS/GTR
- Porsche Carrera GT (2004-2006), een supersportwagen.

Audi · BMW · Gumpert · Isdera · Maybach · Mercedes-Benz · Opel · Porsche · RUF · Smart · Volkswagen · Wiesmann